# カロース

カロースの構造

カロース(callose)は、高等植物が作る直鎖のβ-1,3-グルカンである。

## カロースが見られる組織
- 高等植物の花粉や花粉管細胞壁内層の構成成分である。

- 細胞が外傷や微生物の侵入にさらされた時に菌糸の侵入を食い止めるために作られるパピラ（乳頭突起）を、フェノール性物質とともに構成する。

- 細胞壁形成の初期段階に見られ、プロトプラスト中に多く含まれる。

- アルミニウム濃度の高い土壌で育てた植物の根に蓄積する。